# 大年乡
大年乡，是中华人民共和国广西壮族自治区柳州市融水苗族自治县下辖的一个乡镇级行政单位。

## 行政区划
大年乡下辖以下地区：
大年村、古楼村、归合村、木业村、吉格村、高马村、高僚村和林浪村。